# جيل 98
| أدب إسباني |
| --- |
| |
| أدب ألفونسو العاشر أدب العصور الوسطى الترجمات في العصر الذهبي الإسباني أدب عصر النهضة رواية فروسية رواية شطارية رواية بيزنطية ميغيل دي ثيربانتس أدب الباروك أدب عصر التنوير أدب الرومانسية أدب الواقعية أدب الحداثة الأولترايسمو جيل 98 جيل 1914 جيل 27 جيل الخمسينات رواية اجتماعية إسبانية ما بعد الحرب |
| انظر أيضًا |
| نقد أدبي • الانطباعية • رومانسية المدرسة الإبداعية • النقد أدب بورتوريكو • البوم الأمريكي اللاتيني البرناسي • واقعية أدبية • طبعانية الرومانسية الجديدة • العبثية في الأدب • باروكية • واقعية سحرية حداثة • كلاسيكية • سريالية • رمزية                                                                    |

جيل الثمانية والتسعون أو جيل 98 (بالإسبانية: Generación del 98)‏ هو الاسم الذي عُرف به بعضًا من الكتاب وكتاب المقال والشعراء الإسبان الذين تأثروا بالأزمة الأخلاقية والسياسية والاجتماعية التي اجتاحت إسبانية جراء الهزيمة في الحرب الأمريكية الإسبانية،
وأدت سلسلة الهزائم الإسبانية هذه إلى تحول الولايات المتحدة إلى دولة استعمارية كبرى وقوة عالمية بعد أن كانت قوة أمريكية إقليمية، وخسارة إسبانيا لمستعمراتها في أمريكا والمحيط الهادئ بموجب معاهدة باريس عام 1898 التي تم توقيعها في 10 ديسمبر 1898، والتي أقرت بإن تتنازل إسبانيا عن كل الحقوق في كوبا واستسلام بورتوريكو والتخلى عن ممتلكاتهم في جزر الهند الغربية واستسلام جزيرة غوام والفلبين إلى الولايات المتحدة الأمريكية، وكان علي الولايات المتحدة أن تدفع 20 مليون دولار لإسبانيا في نهاية المطاف لحيازة الفلبين في آسيا. وتحولها إلى قوة من الدرجة الثانية.
اجتمع كل الكتاب والشعراء في هذا الجيل الأدبي الذي وُلد بين عامي 1864 و1876. بدأ كتاب هذا الجيل، بدءًا من الجيل المسمى بالثلاثي والمكون من بيو باروخا وأثورين وراميرو دي مايثتو، في الكتابة على مستوى شبابي يساري شديد الانتقاد، إلى أن يتحول في وقت لاحق إلى مفهوم تقليدي للقديم والجديد  ومع ذلك، فقد استمر الجدل، حيث رفض كل من بيو باروخا وراميرو دي مايثتو وجود ذلك الجيل، وهو الذي أكده بيدرو ساليناس بعد ذلك، بعد إجراءه تحليل دقيق، في دوراته الجامعية وفي مقال قصير قام بنشره في مجلة الأوكسيدنتي، في عددها الصادر في ديسمبر عام 1935، متبعًا مفهوم الجيل الأدبي الذي تم تعريفه من قبل الناقد الأدبي الألماني خوليوس بيترسين، وظهر هذا المقال في كتاب الأدب الإسباني: القرن العشرين، والذي ظهر عام 1949. كان كتاب جيل 98 يلقون اللوم على المجتمع الإسباني باستخدام اللغة الهجائية التي برعوا في توظيفها.
كانت أفكار الجيل مستوحاة من التيارالناقد (الكانوفيسمو «سياسة التجديد»)، وتسمى البعث ويقدم مع جيل 98 الكلاسيكي والحديث رؤية فنية متكاملة.
تحدث جوزيه اورتيجا ي. جاسيت عن جيلين بين سنوات 1857 و1872 أحدهما تابع للكاتب والسياسي أنخيل غانفت والكاتب ميغيل دي أونامونو، والجيل الثاني كان من جيل الشباب. استخدم خوليان مارياس، تلميذ جوزيه أورتيغا، مفهوم «الجيل التاريخي» وقرنه بتاريخ 1871، ليذكر اتباع الجيل الأول وهم: ميغيل دي أونامونو، انخيل غانيفت، رامون ماريا ديل بايي إنكلان، خاثينتو بينافينتي، كارلوس آرنيتشس، فيثينتي بلاسكو إيبانييث، غابرييل وغالان، مانويل غوميز مورينو، ميغيل آسين بلاسيوس، سيرافين الفاريز كوينتيرو، بيو باروخا، أثورين، خواكين الفاريز كوينتيرو، راميرو دي مايثتو، مانويل ماتشادو، أنطونيو ماتشادو، فرانسيسكو فياسبيسا.
وكان أول من انتقد مفهوم «جيل» هو خوان رامون خيمينيث خلال محاضرة ألقاها في الخمسينات في جامعة بورتوريكو (ريو بيدراس)، وثنى على كلامه مجموعة كبيرة من النقاد بدءاً من فيدريكو دي أونيس، ريكاردو غويون، ألين جورج فيليبس، إيفان شولمان، خوسيه كارلوس ماينر، غيرمان غويون من بين آخرين، وشكك كل منهم في طروحات من يعارض تسميتها جيل 98 وعصر الحداثة.

## أعضاء الجيل
تشكل الجيل في البداية من  مجموعة الثلاثة المكونة من ( باروخا، أثورين،  مايثتو). أما أبرز أسماء المجموعة فنذكر انخيل جانيفيت، ميغيل دي أونامونو، إنريكي دي ميسا، راميرو دي مايثتو، أثورين، أنطونيو ماتشادو، وكل من الأخوة ريكاردو وبيو باروخا، رامون ماريا ديل بايي إنكلان والعالم اللغوي رامون مينينديز بيدال. ويدرج البعض اسم فيسنتي بلاسكو ايبانيز، الذي قد يدرج بأسلوبه الجمالي ضمن مذهب الطبعانية بالإضافة إلى الكاتب المسرحي خاسينتو بينافينتي. ولا تشمل المجموعة جوزيه أورتيغا ي. جاسيت، الذي يعتبر بالإجماع تقريبا من جيل 1914.
ويمكن أيضا اعتبار فنانين من تخصصات أخرى جزءاً من هذه الحركة مثل الرسام اغناسيو زولواغا والكاتب والرسام ريكاردو باروخا، أما من بين الموسيقيين فيدرج اسم إسحاق آلبينيز وانريكي غرانادوس.
ومن الشخصيات الأقل وضوحا في هذا الجيل سيرو بايو إي سيجورولا (1859-1939)، والصحفي مانويل بوينو (1873-1936)، وماوريسيو لوبيز روبرتس، ولويس رويز كونتريراس (1863-1953)، ورافائيل أوربانو (1870-1924) وغيرهم العديد.
ألفت معظم النصوص المكتوبة خلال هذا العصر في السنوات اللاحقة لعام 1910 وتميزت هذه النصوص بتبرير الذات من التطرف وتمرد الشباب. وأدرج ماتشادو هذه المواضيع في القصائد الأخيرة من كامبوس دي كاستيا، وأخذت هذا الطابع مقالات أونامونو المكتوبة خلال الحرب العالمية الأولى بالإضافة إلى أعمال بيو باروخا المقالية.

## مراكز الاجتماع
ترأس كل من بينافينتي وبايي انكلان العديد من الحواريات في مقهى مدريد، وكان يتررد عليها روبين دارييو ومايثتو وريكاردو باروخا. بعده أخذ بينافينتي وأتباعه بارتياد الحانة الإنجليزية، في حين قد بدأ كل من بايي انكلان وارتاد الأخوين ماتشادو واثورين وبيو باروخا مقهى فورنوس. واستطاع بايي انكلان بذكائه أن يترأس الحواريات في مقهى ليون دور ومقهى ليفانتي، ولاقت حوارياته ترحيب العديد من المشاركين.

## المجلات
التف مؤلفو جيل 98 حول مجموعة من المجلات الأدبية المتميزة، مثل الدون كيخوتي (1892-1902)، جيرمينال (1897-1899)، الحياة الجديدة (1898-1900)، مجلة جديدة (1899)، الامتلاء (1901-1905)، الكترا (1901)، هيليوس (1903-1904)، الروح الإسبانية (1903-1905)، السراخس (1894-1895).

## المذكرات
لا يميل كتاب جيل 98 للحديث عن أقرانهم. ترك بيو باروخا بعد وفاته العديد من الذكريات حولهم في كتابين «الشباب والأنانية» و«منذ آخر عودة من الطريق»، وقدم ريكاردو باروخا مذكراته في «شعب 98»، أما اونامونو فترك العديد من النصوص عن سيرته الذاتية في مرحلة شبابه، ولم يكتب شيئا حول سنوات نضجه.

## خصائص الجيل
حافظ كتاب جيل 98، على الأقل في بداياتهم، على علاقات صداقة وثيقة، واختلفوا بينهم على سياسة التجديد في إسبانيا. حلل بيدرو ساليناس ملامح هذا الجيل، وقدم مجموعة القواسم المشتركة بينهم:
- ميزوا بين مفهوم إسبانيا الحقيقي البائس وإسبانيا الرسمية المزيفة والسطحية. أما بالنسبة لقلقهم حول الهوية الإسبانية فيعود إلى النقاشات الدائرة حول «كينونة إسبانيا»، واستمرت النقاشات هذه في الأجيال اللاحقة.
- حملوا اهتماماً وحباً كبيرين لكاستيا البائسة، ممثلاً بالبلدات المهجورة، وعبروا عن قيمة الأرض والتقاليد، وقدروا لغتهم النمطية الأصلية العفوية. فكتبوا العديد من الأعمال الأدبية في أدب الرحلات ودرسوا الأساطير الإسبانية الأدبية وأعادوا دراسة قصائد الرومانس.
- كسروا وجددوا النماذج الكلاسيكية في الأجناس الأدبية، فأوجدوا أشكالاً جديدة في كل منها. فظهرت نيبولا أونامونو. وظهرت الرواية الانطباعية والقصيدة الغنائية لأثورين التي أتاحت بدورها تجارب جديدة مع المكان والزمان وأتاحت للشخصية نفسها معاصرة العديد من الحقب الزمنية. وظهرت الرواية المفتوحة لباروخا متأثرة بكتب التسلية، وظهرت الرواية شبه المسرحية والسينمائية لبايي انكلان. أما في مجال المسرح فقط نتج العديد من الأجناس الأدبية مثل الاسبيربينتو والمذهب التفسيري لبايي انكلان والأعمال الدرامية الفلسفية لأونامونو.
- رفضوا الأساليب الجمالية لمذهب الواقعية ونمطه في استخدام العبارات الفضفاضة، وأسلوبه البلاغي والتفصيلي، ففضلوا التقرب من لغة الشارع بتراكيب نحوية قصيرة وانطباعية، وتوجهوا إلى بعث كلمات نمطية ريفية إلى الوجود.
- حاولوا التكيف مع التيارات الفلسفية الأوروبية اللاعقلانية السائدة في إسبانيا في تلك الفترة، خاصة أفكار فريدرخ نيتشه، ومن أشهر من تبنى هذه الأفكار أثورين، مايثتو، باروخا، أونامونو، وأفكار آرثر شوبنهاور وتبناها باروخا، وأفكار سورين كيركغور وتبناها أونامونو، وأفكار هنري برجسون وتبناها انطونيو ماتشادو.
- ساد التشاؤم بينهم، وكان توجهاً نقدياً سائداً في ذلك الوقت، مما جعلهم يتعاطفون مع بعض الكتاب الرومانسيين من أمثال ماريانو خوسيه دي لارا، فأقاموا له حفل تكريم.
- شاركوا في سياسة البعث، خاصة خواكين كوستا الذي قام بتوضيحها بطريقة فنية وذاتية.
- أضفوا الطابع الذاتي على العديد من أعمالهم الأدبية. وقد حظي مذهب الذاتية باهتمام كبير بين أفراد جيل 98 وعصر الحداثة.

ما زال النقاش دائراً لليوم حول تعريف جيل 98، إذ لا يمكن الإحاطة بجميع الخبرات الفنية لحقبة زمنية واسعة خاصة في واقع معقد مثل واقع ذلك الزمن، ويمكن حصر هذا الواقع في:
- الأزمة السياسية في أواخر القرن التاسع عشر التي بدورها أثرت على العديد من الكتاب الذين شملهم جيل 98.
- لم يكن من السهل حصر التجربة التاريخية للكتاب المولودين ما بين عام 1864-1875 (تاريخ ميلاد كل من أونامونو وماتشادو). وبالأخص الاستياء القومي الذي خيم على إسبانيا عقب فقدانها معظم مستعمراتها في أمريكا الجنوبية، بالإضافة إلى المجتمع الاقتصادي والاجتماعي الحديث الذي ساد في إسبانيا في تلك السنوات.
- ارتفاع سيطرة الجمهوريين وصراع رجال الدين (1900-1910)، وكذلك العديد من الإضرابات، والحراك النقابي والعمالي ومحاولات الاغتيال وإثارة الشغب على أيدي الفوضويين (لا سلطة).

## السياق التاريخي
شملت السنوات الممتدة ما بين عام 1875 و1898 حركة إبداع متراخ، ويعود ذلك إلى مشروع كانوفاس التجديدي. وعندما فقدت إسبانيا مستعمراتها في أمريكا الجنوبية عام 1898، عادت الأصابع لتتجه إلى الثورة المجيدة. وركد أدب الواقعية، أما الحياة السياسية فتمحورت حول النظام الشمولي وسيطرة فئة على قطاع الزراعة وتحول النظام إلى نظام حزبي، وأشهر هذه الأحزاب التقدمي والمحافظ، وبقي الحزب الديموقراطي مهمشاً بسبب تقاسم السلطة من قبل أصحاب المشروع الكانفوستي. عاش أفراد الجيل مرحلتين مختلفين فكريا وعاطفياً:
- الثورية: التي تمثلت بالهيجان الأيديولوجي والرغبة في الإصلاح والثقة في برامج التصحيح السياسية.
- التجديدية البعثية: فتور النفسي وعدم الثقة بمعالجة المشاكل التي لا مفر منها، والشك في أية فكرة للتغيير، وتصاعد عدم الثقة في السياسة الراهنة.

من هذه التجارب السياسية المزدوجة وجد أفراد جيل 98 الحاجة ملحه للنظر في المجالات الفكرية والنشاطات السياسية خارج وسائل الإعلام السياسية لإنقاذ إسبانيا من التشوه التدريجي والموت المحتم.
وظهرت بوادر الحل في سياسة التجديد. وأوجد فرانثيسكو خينير عام 1876 المعهد الحر للتعليم، في محاولة لتأهيل التعليم الرسمي، غير أنه أثبت عدم فاعليته وكفايته في ذلك الوقت لخضوعه للمصالح السياسية والدينيه الاستبدادية.

## النظير الأوروبي
تشابه كتاب جيل 98 مع كتاب آخرين في مختلف أوروبا:
- أشار تصوف اونامونو إلى المشاكل التي عاناها اندريه جيد الفرنسي
- تردد صدى مسرح بايي انكلان الغاليغي في المسرح الإيرلندي في سنوات العشرينات
- جمع اثورين بين الإحساسية المتطرفة والماضي الثقافي والمسرحي (خاصة في إيطاليا)

وقدمت الصحافة مقالات أدبية تناقش القضايا الراهنة.

## جيل 98 في الموسيقى
تأثرت الساحة الموسيقية أيضاً بأزمة 98، وبمناخ التجديد. العمل الجدير بالثناء يعود لعازف الموسيقى فيليب بيدريل. كتب عام 1897 بياناً عنونه «لأجل موسيقانا»، نشر أعمال عديدة منها «ديوان الأغاني الشعبية الإسبانية». وإضافة إلى كونه الأب الروحي لعلم الموسيقى وعلم الموسيقى العرقي في إسبانيا، فقد فتح أبواباً أمام الموسيقى القومية الإسبانية، كما نجد آنذاك في الموسيقى القومية الروسية، والبوهيميه والاسكندنافيه وغيرها.